# Winnipeg (jezioro)
Winnipegⓘ (ang. Lake Winnipeg, fr. Lac Winnipeg) – jezioro słodkowodne w środkowej części Ameryki Północnej. Leży w Kanadzie, w prowincji Manitoba, około 55 km na północ od miasta Winnipeg. Z powierzchnią 23 750 km² jest siódmym co do wielkości jeziorem w Kanadzie i dziesiątym na świecie. Długość jeziora wynosi 416 km, głębokość średnia 12 m, głębokość maksymalna 18 m (według innych źródeł 36 m), a wysokość nad poziomem morza 217 m.
Jezioro Winnipeg jest pozostałością po istniejącym do ok. 8000 lat temu w tej części kontynentu amerykańskiego ogromnym (o powierzchni szacowanej na ok. 134 tys. km²) lodowcowym jeziorze Agassiz.

## Hydrologia
Powierzchnia zlewni jeziora Winnipeg wynosi 982 900 km² (w tym 802 900 w Kanadzie), czyli ponad 40 razy więcej niż powierzchnia samego jeziora. Jest to najwyższy taki stosunek w Ameryce Północnej. Zlewnia obejmuje obszary w Albercie, Manitobie, Ontario i Saskatchewan a także w amerykańskich stanach: Minnesota i Dakota Północna.
Tylko jedna rzeka – Nelson wypływa z jeziora, w kierunku północnym. Średni roczny przepływ wynosi 2066 m³ na sekundę. Nelson uchodzi do Zatoki Hudsona.
Winnipeg posiada wiele dopływów. Saskatchewan przepływa wcześniej przez jezioro Cedar w północno-zachodniej części, Red River uchodzi od południa, a Winnipeg od południowego wschodu. Te trzy rzeki dostarczają około 60% wody wpływającej do Winnipeg. Oprócz tego do jeziora uchodzą m.in. Dauphin, Bloodvein, Berens, Poplar i Manigotagan.

## Miejscowości nad jeziorem
- Lester Beach
- Riverton
- Gimli
- Winnipeg Beach
- Victoria Beach
- Hillside Beach
- Pine Falls
- Manigotagan
- Berens River
- Bloodvein First Nation
- Sandy Hook
- Albert Beach
- Hecla Village
- Grand Rapids

Miasto Winnipeg leży około 80 km na południe od jeziora.